# Fain-lès-Moutiers
Fain-lès-Moutiers település Franciaországban, Côte-d’Or megyében. Lakosainak száma 152 fő (2022. január 1.). Fain-lès-Moutiers Senailly, Quincy-le-Vicomte, Athie, Corsaint, Moutiers-Saint-Jean, Bierry-les-Belles-Fontaines és Vassy-sous-Pisy községekkel határos.

## Népesség
A település népességének változása:
| Lakosok száma | 212  | 159  | 141  | 204  | 155  | 159  | 155  | 152  | 150  | 152  |
|               | 1968 | 1982 | 1990 | 2006 | 2013 | 2015 | 2017 | 2019 | 2020 | 2022 |